# Seljani (južno od Konjica)
Seljani su naseljeno mjesto u općini Konjic, Federacija Bosne i Hercegovine, BiH.
Nalazi se južno od Konjica.

## Povijest
Do potpisivanja Daytonskog mirovnog sporazuma bilo je dio istoimenog naseljenog mjesta u sastavu općine Nevesinje koja je ušla u sastav Republike Srpske.

## Stanovništvo
Na popisu 2013. godine bilo je bez stanovnika.